# いわき市立小名浜第一中学校
いわき市立小名浜第一中学校（いわきしりつ おなはまだいいちちゅうがっこう）は、福島県いわき市小名浜岡小名にある公立中学校。

## 沿革
- 1947年 - 小名浜町立小名浜中学校として開校。
- 1951年 - 小名浜町立小名浜第一中学校へ改称。
- 1954年 - 磐城市立小名浜第一中学校へ改称。
- 1967年 - いわき市立小名浜第一中学校へ改称。

## 学校行事
- 4月 - 入学式、修学旅行（3年）、遠足（1年）学年レクリエーション（2年）
- 5月 - 体育祭
- 9月 - 会津遠足（2年）
- 10月 - 輝風祭（合唱コンクール）
- 3月 - 卒業式、離任式

## 部活動

### 運動部
- 陸上部
- 野球部
- バスケットボール部
- ソフトテニス部
- サッカー部
- バレーボール部
- ソフトボール部
- バドミントン部
- 卓球部
- 特設水泳部
- 柔道部
- 剣道部
- 特設駅伝部

### 文化部
- 吹奏楽部
- 特設合唱部
- 美術部
- 情報処理部
- 帰宅部

## 関係者

### 出身者
- 小松聖（元プロ野球選手、オリックス・バファローズ）
- 長瀬賢弘 （ピアニスト）